# Singapore Open 2010
Het Barclays Singapore Open is een golftoernooi van de Aziatische PGA Tour. In 2010 wordt het gespeeld van 11 tot en met 14 november. Het is het tweede jaar dat het toernooi ook voor de Europese PGA Tour meetelt. Het prijzengeld is gestegen tot USD 6.000.000.
In 2010 wordt het Singapore Open op The Serapong Course en The Tanjong Course van de Sentosa Golf Club gespeeld, waardoor het mogelijk is 204 spelers te laten meedoen. In het weekend wordt alleen op de Serapongbaan gespeeld. Het deelnemersveld zal bestaan uit de beste 75 spelers van de Europese Tour, de beste van de Aziatische Tour en een totaal van 32 spelers van andere tours, te weten 7 van Mercedes-Benz Tour, 5 van de PGA Tour of Australasia, 5 van de China Golf Association Tour, 5 van de Japan Golf Tour, 5 van de Korean Golf Tour en 5 van de Professional Golf Tour of India. Verder zijn er tien plaatsen voor sponsoruitnodigingen en drie voor leden van de Singapore PGA en vier voor amateurs. Er worden altijd een paar reserveplaatsen vrijgehouden voor spelers die in de voorgaande week in de top 10 eindigen.

## De baan
Singapore heeft vijf openbare golfbanen en twaalf countryclubs. De Sentosa Golf Club werd door Ronald Fream ontworpen en in 1982 geopend. Er zijn twee 18 holesbanen, beide met een par van 72. Na vijfentwintig jaar werden de banen door Gene Bates gerenoveerd waarbij veel aandacht aan de bunkers en de greens werd besteed.

## Verslag
Het gebeurt zelden dat de leider van de eerste ronde na de tweede ronde de cut niet haalt, maar dit is Ignacio Garrido overkomen. Hij maakte de eerste ronde een schitterende score van 62 (-9) maar daarna een ronde van 79.

Joost Luiten en Ian Poulter stonden na de tweede ronde met -10 op de tweede plaats achter Adam Scott, die dit toernooi al twee keer gewonnen heeft.
 Luiten verloor in de derde ronde in de laatste drie holes drie slagen maar handhaafde zich nog net in de top 10. Scott bleef aan de leiding, Poulter bleef op de tweede plaats en kreeg gezelschap van Kyung-nam Kang.

### Ronde 4

#### Zondag
Nadat de leiders drie holes hadden gespeeld werd het spel stilgelegd wegens naderend onweer. Bovendien stonden enkele greens onder water. Poulter en Kang hadden net een birdie op hole 3 (par 4) gemaakt en stonden daarna gelijk met Scott op -14, Luiten had eerder op hole 3 een dubbelbogey gemaakt en was naar de 22ste plaats gezakt. Ruim vijf uren later werd het spel hervat, maar vijf holes later werd het te donker. Scott maakte in die vijf holes drie birdies en kwam aan de leiding met -17. Poulter bleef met -14 op de tweede plaats, Kang verloor een slag en ging naar de derde plaats. Luiten bleef op -6.

#### Maandag
Adam Scott heeft het toernooi voor de derde keer gewonnen. Na de hervatting van de laatste ronde maakte hij nog twee bogeys en twee birdies dus zijn score bleef -17. Ian Poulter verloor in diezelfde holes drie slagen en zakte naar de gedeeld 6de plaats. Joost Luiten maakte na de hervatting nog twee birdies en kwam op -8.
| Eindstand | Naam               | R1 | Score | Nr   | R2 | Score | Totaal | Nr   | R3 | Score | Totaal | Nr  | R4 | Score | Totaal |
| --------- | ------------------ | -- | ----- | ---- | -- | ----- | ------ | ---- | -- | ----- | ------ | --- | -- | ----- | ------ |
| 1         | Adam Scott         | 65 | -6    | T8   | 65 | -6    | -12    | 1    | 69 | -2    | -14    | 1   | 68 | -3    | -17    |
| 2         | Anders Hansen      | 71 | par   | T    | 66 | -5    | -5     | T    | 65 | -6    | -11    | T4  | 68 | -3    | -14    |
| T3        | Rikard Karlberg    | 64 | -7    | T    | 70 | -1    | -8     | T    | 70 | -1    | -9     | T7  | 67 | -4    | -13    |
| T3        | Graeme McDowell    | 65 | -6    | T8   | 68 | -3    | -9     | T4   | 68 | -3    | -12    | T4  | 70 | -1    | -13    |
| 5         | Kyung-nam Kang     | 66 | -5    | T17  | 67 | -4    | -9     | T4   | 67 | -4    | -13    | T2  | 72 | +1    | -12    |
| T6        | Ian Poulter        | 69 | -2    | T61  | 63 | -8    | -10    | T2   | 68 | -3    | -13    | T2  | 73 | +2    | -11    |
| T10       | Chris Wood         | 63 | -8    | T2   | 73 | +2    | -6     | T25  | 71 | par   | -6     | T20 | 68 | -3    | -9     |
| T14       | Joost Luiten       | 68 | -3    | T45  | 64 | -7    | -10    | T2   | 73 | +2    | -8     | T9  | 71 | par   | -8     |
| T31       | Bi-o Kim           | 63 | -8    | T2   | 72 | +1    | -7     | T59  | 74 | +3    | -4     | T49 | 71 | par   | -4     |
| MC        | Robert-Jan Derksen | 73 | +2    | T133 | 67 | -4    | -2     | T73  |    |       |        |     |    |       |        |
| MC        | Ignacio Garrido    | 62 | -9    | 1    | 79 | +7    | -2     | T73  |    |       |        |     |    |       |        |
| MC        | Guido van der Valk | 70 | -1    | T83  | 75 | +4    | +3     | T142 |    |       |        |     |    |       |        |

## De spelers
| Voormalige winnaars - Ian Poulter Spelers van de Europese Tour - Felipe Aguilar - Thomas Aiken - Fredrik Andersson Hed - Gaganjeet Bhullar - Thomas Bjørn - Mark Brown - Grégory Bourdy - Rafael Cabrera Bello - Ariel Cañete - Christian Cévaër - Darren Clarke - Rhys Davies - Stephen Dodd - Andrew Dodt - Nick Dougherty - Bradley Dredge - David Drysdale - Simon Dyson - Johan Edfors - Niclas Fasth - Kenneth Ferrie - Richard Finch - Alastair Forsyth - Marcus Fraser - Ricardo González - Tano Goya - Richard Green - Anders Hansen - Søren Hansen - Pádraig Harrington - Grégory Havret - Peter Hedblom - Michael Hoey - David Horsey - David Howell - Jeppe Huldahl - Miguel Angel Jiménez - Michael Jonzon - Anthony Kang - Robert Karlsson - Martin Kaymer - Simon Khan - James Kingston - Søren Kjeldsen - José Manuel Lara - Pablo Larrazábal - Peter Lawrie - Thomas Levet - Shane Lowry - Jean-François Lucquin | - Mikael Lundberg - Matteo Manassero - Graeme McDowell - Paul McGinley - Ross McGowan - Damien McGrane - Phil Mickelson - Francesco Molinari - Colin Montgomerie - James Morrison - Christian Nilsson - Alexander Norén - Louis Oosthuizen - Hennie Otto - John Parry - Alvaro Quiros - Richie Ramsay - Robert Rock - Charl Schwartzel - Adam Scott - Graeme Storm - Scott Strange - Daniel Vancsik - Danny Willett - Oliver Wilson - Chris Wood - Y E Yang Spelers van de Aziatische Tour - Kiradech Aphibarnrat - Arjun Atwal - Scott Barr - Darren Beck - Kunal Bhasin - Gaganjeet Bhullar - Adam Blyth - Marcus Both - Tony Carolan - Yih-Shin Chan - Danny Chia - S S P Chowrasia - Udorn Duangdecha - Gavin Flint - Mark Foster - Ben Fox - Rahil Gangjee - Gaurav Ghei - David Gleeson - Simon Griffith - Scott Hend - Tetsuji Hiratsuka - Keith Horne - Shaaban Hussin - In-choon Hwang | - Kodai Ichihara - Thongchai Jaidee - David S Johnson - James Kamte - Shiv Kapur - Rikard Karlberg - Peter Karmis - Hyung-sung Kim - Jason Knutzon - Jbe' Kruger - Rick Kulacz - Anirban Lahiri - Chih-bing Lam - Antonio Lascuna - Sung Lee - Ben Leong - Wen-chong Liang - Lu Sen Lien - Wen-tang Lin - Wen-hong Lin - Wei-chih Lu - Mardan Mamat - Prayad Marksaeng - Prom Meesawat - Jeev Milkha Singh - Frankie Minoza - Zaw Moe - C Muniyappa - Young Nam - Chapchai Nirat - Seung-yul Noh - Ted Oh - Juvic Pagunsan - Unho Park - Chinnarat Phandungsil - Chawalit Plaphol - Mars Pucay - Mark Purser - Angelo Que - Himmat Rai - Jyoti Randhawa - Chris Rodgers - Gerald Rosales - Matthew Rosenfeld - A Siddikur - Digvijay Singh - Brad Smith - Thammanoon Srirot - Iain Steel - Hideto Tanihara - Kwanchai Tannin - Thaworn Wiratchant - Ashun Wu - Lian-wei Zhang | Spelers van Asean PGA Tour, APGA, CGA, PGTI and KPGA - Ashok Kumar - Mukesh Kumar - Shamim Khan - Manav Jaini - Vinod Kumar - Hao Yuan - Chao Li - Kang-chun Wu - Wei-huang Wu - Dong Su - Bi-o Kim - Kyung-nam Kang - John Huh - Nicholas Fung - Namchok Tantipokakul - Thanyakorn Khrongpha - Wisut Artjanawat - Jay Bayron - Athaphon Prathumanee - Panupol Pittayarat Sponsor uitnodigingen - Oliver Fisher - Guido van der Valk - Markus Brier - Paul Lawrie - Gary Murphy - Shigeki Maruyama - Tetsuya Haraguchi - Hiroshi Iwata Amateurs - Johnson Poh - Edgar Oh - Gregory Foo - Jerome Ng Singapore PGA - Madasaamy Murugiah - Quincy Quek - Justin Han - Eng-Wah Poh Aparte kwalificatie - Young Jin Kim - Jason King - Artemio Murakami - Richard Moir - S Sivachandran |